# مثالية مطلقة

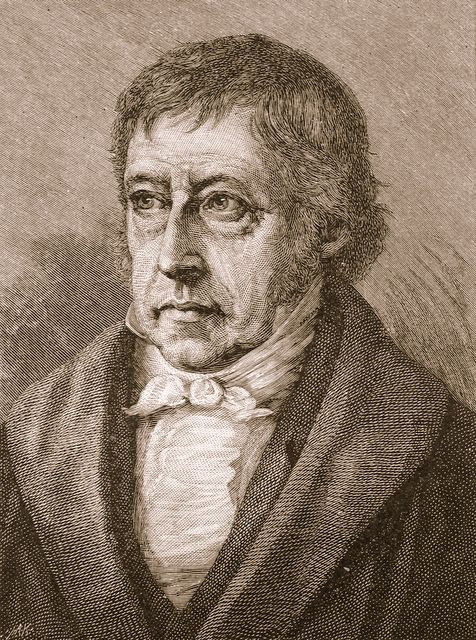

المثالية المطلقة هي أفكار هيغل وفريدريش شيلينغ، وهما فلاسفة ألمان من رواد الفلسفة المثالية من القرن 19، وجوزايا رويس، وهو فيلسوف أمريكي، وآخرون لكن في الأساس هي من بنات أفكار هيغل".
أطلق هيغل في نهاية المطاف مفهوم أنه يمكن فهم الوجود ككل شمولي مطلق. أكد هيغل أن الوجود العاقل (العقل أو الوعي) ليكون قادرا على معرفة الوجود (العالم) في كل شيء، يجب أن يكون هناك هوية للفكر وللوجود. وإلا فإن هذا العاقل لن يستطيع الوصول إلى الكائن ولا إلى اليقين في معرفة العالم. ولملاحظة الفروقات بين الفكر والوجود، وثرائهما وتنوعهما لا يمكن التعبير عن وحدتهما  بأنهما الهوية المتجردة مثل القول إن «أ=أ». المثالية المطلقة  هي محاولة لإثبات هذه الوحدة باستخدام مبادئ واساليب تأملية فلسفية جديدة الذي يتطلب مفاهيم وقواعد منطق جديدة. 
وفقا لهيغل فإن أرضية الوجود المطلق هو كونه أساسا ديناميكي العملية التاريخية الضرورة التي تتكشف من تلقاء نفسه في شكل من أشكال معقدة على نحو متزايد من الوعي التي تؤدي في نهاية المطاف إلى كل هذا التنوع في العالم وفي المفاهيم التي تفسر منطقيا هذا العالم. 
كانت المثالية المطلقة المبدأ السائد في القرن التاسع عشر في كل من إنجلترا وألمانيا، في حين كان له تأثيرا أقل في الولايات المتحدة. ينبغي التفريق بين مباديء الشخص المثالي المطلق وبين الذاتية المثالية التي تادت بها جماعة بيركلي وبين  المثالية التجاوزية لكانط، أو بين المثالية المتعالية لفيشت ا لشيلينغ في أعماله المبكرة.

## مزيد من القراءة
- الحكمة الأساسية من منتصف الطريق (غارفيلد)
- قاموس أكسفورد للفلسفة (بلاكبيرن)
- تاريخ الفكر المسيحي (تليك)
- من سقراط إلى سارتر (Lavine)
- هيغل: حتى inleiding (ed. الإعلان Verbrugge et al.)
- هيغل المثالية – الرضا الوعي الذاتي (بيبين)
- النهايات – أسئلة من الذاكرة في هيغل وهايدغر (ed. على الصعيد المحلي أو الإقليمي، اتفاق كومي)